# Чокер

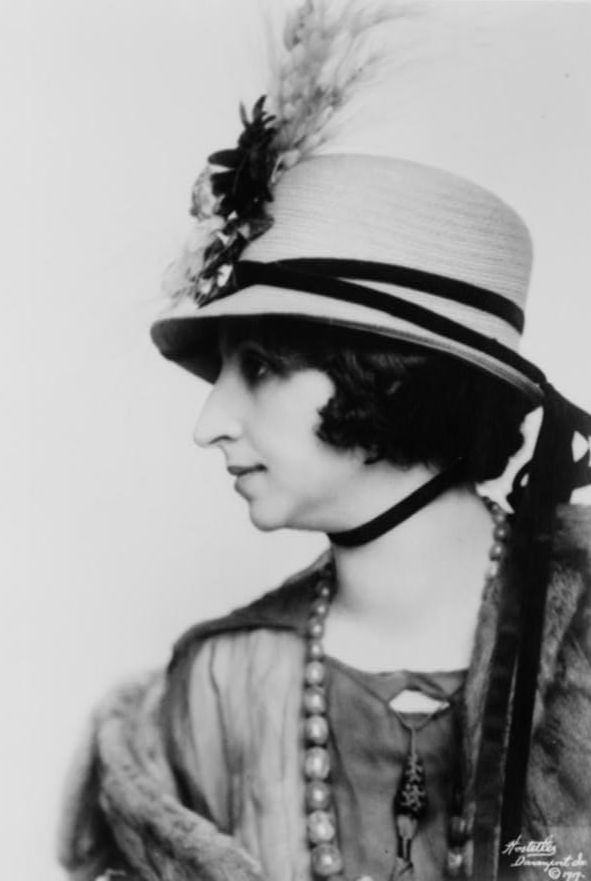
Амеліта Галлі-Курчі, італійська оперна діва, з чокером. 1919 рік.

Чо́кер (від англ: choker - душитель) — коротке намисто, яке щільно прилягає до шиї, оснащене регуляторами розміру. Така прикраса має багато різновидів. Чокери виготовляють з мушель, дерева, кісток, дорогоцінних металів, дорогоцінних та напівдорогоцінних каменів, шкіри, пластмаси, оксамиту, атласу тощо, при цьому оксамитовий чокер зазвичай називають оксами́тка. Чокер як прикраса вперше з'явився у II столітті до н. е. та донині зберігає свою популярність. Варто зазначити, що це намисто має глибокий підтекст, трактування якого залежить від типу мікросоціуму.

## Історія

### Стародавній Світ
Нині важко однозначно і точно стверджувати, де, як і коли виник перший чокер. Одні з найстаріших чокерів були знайдені на території Америки. Ці археологічні знахідки датуються приблизно II ст. до н. е. У той далекий час чокери носили племена Мая та інші індіанці. Корінні американці недарма прикрашали свої шиї. Чокери слугували своєрідним способом захисту вразливої плоті. Ця прикраса також слугувала атрибутом вождя, як символ влади. Індіанці виготовляли свої чокери з дрібних кісток тварин, мушель та шматочків дерева.
Приблизно у той же період чокери носили жителі Азії та Єгипту. Трохи згодом чокери з'явилися на шиях стародавніх греків та римлян.
В країнах Азії чокер виготовлявся з дерева та слугував способом для витягування шиї. Вважалося, що людина знатного походження має певні зовнішні ознаки, однією з яких є довга шия. Щоб підкреслити неабияке походження, дівчатам ще у ранньому віці одягали на шиї дерев'яні кільця. Цей аксесуар мав стимулювати ріст шиї.
У стародавньому Єгипті чокери виготовлялися із золота та призначалися лише політичній еліті. На відміну від країни фараонів, стародавні греки одягали грубі дерев'яні та шкіряні чокери на шиї своїм рабам. Така ж тенденція поширилась у Римі. Крім того, в Римській Імперії та в Китаї чокери також носили воїни. Ця прикраса складала частину амуніції, призначену для ближнього бою. Солдатські чокери виготовлялися зі шкіри та були оснащені шипами, довжина яких складала до 30 см. Трохи згодом така практична прикраса стала способом самозахисту для мирного населення. Такі намиста стали носити, щоб вберегтися від місцевих злочинців. Особливо актуальними чокери були для вагітних жінок та матерів що годують.
Проте, чокер ненадовго прижився у загальній моді. Падіння Римської Імперії змінило не лише географію, але й цінності. Виникнення нових держав, зміни у релігійному, політичному та культурному середовищі залишили свій вплив на моду в ювелірній промисловості.

### Середньовіччя
В часи Середньовіччя чокери знову стали актуальними. Проте, в часи «Похмурих віків» чокер втратив своє естетичне та соціальне значення, ставши лише засобом самозахисту. Ці намиста виготовлялися за принципом аналогічної прикраси солдатів Римської Імперії. Існує припущення, що середньовічна мода на чокери почалась саме з Італії. У Середні Віки почали носити чокери зі шкіри або срібла, на яких розташовувалися довгі металеві або срібні шипи. Таким чином люди намагалися захистити себе не лише від живих злочинців, але й від мертвих. Під натиском дій Інквізиції, люди замовляли срібні чокери, віруючи, що таким чином можуть зберегти себе від відьомських чарів, укусів вампірів та перевертнів.

### ЧасиВідродження
У часи Відродження чокери не були надто популярними в Європі. Проте, на території України ця прикраса мала достатньо високу популярність. В Україні чокери отримали назву гривня. Гривня щільно прилягала до шиї та мала пустий проміжок по середині. Таким чином вона нагадувала незімкнене кільце. Гривня виготовлювалась з металу, на якому гравіювалися зображення стародавньо-слов'янської тематики. Найпопулярнішими були гравюри тваринної та флористичної тематики.
З початком епохи Просвітництва в моді з'явилися сукні з глибокими декольте та високі зачіски. Для гармонійнішого поєднання форм знадобились чокери. Помпезне Рококо потребувало вишуканості, тому чокери виготовлялися здебільшого з перлин та дорогоцінних каменів. Основою для цих прикрас слугувало срібло, золото та широкі стрічки з оксамиту або атласу, здебільшого чорного кольору. Чорне забарвлення дозволяло підкреслити блідість шкіри, яка свідчила про шляхетне походження дами. Чокери нерідко прикрашалися металевою планшеткою, всипаною дрібними дорогоцінними каміннями. Планшетка розташовувалась посередині, навколо неї розміщувались велике каміння. Планшетка наносилась на тканинну основу чи на чокер, створений з щільного ряду перлинних ниток. Чокери максі виготовлялись з кількох рядів із різних за розміром дорогоцінних каменів. Нерідко різноманітні моделі чокерів доповнювалися підвісками.
Подібні прикраси могли дозволити собі лише заможні люди. Проте, для міщан ювеліри створювали дешевий, але не менш вишуканий товар. Замість золота та срібла використовувалась аналогічна емаль, дорогоцінне каміння замінювали кришталем. Нерідко, чокер не мав ніяких дорогоцінних матеріалів, а виготовлювався лише з тканини. Таке намисто прикрашалось бантиком або штучними квітами.

### Класицизм
У ХІХ столітті чокери втратили свою особливу популярність. У моду ввійшли простіші та стримані форми. Першу половину ХІХ століття чокери були замінені високими комірцями стійками, які прикрашалися дорогоцінним камінням. Такий тренд був переважно чоловічим.
У 1880 році чокери повернулися в моду завдяки принцесі Уельській. В дитинстві вона травмувала шию, внаслідок чого на ній залишився довгий шрам. Принцеса дуже соромилась цього, тому намагалась замаскувати цей шрам. Найкращим способом став чокер. Спеціально для неї почали виготовляти дуже високі намиста, які тісно облягали шию до самого підборіддя. Така незвичайна прикраса швидко поклала початок новій моді. Разом з високим чокером в моду ввійшов мережевий чокер. Намисто виготовляли не лише з ажурної тканини, а й з дорогоцінних металів.

### XX—XXI століття
На початку XX століття у тренді з'явилися східні мотиви. Дуже швидко весь світ змінив свої форми. Завдяки технологічному прогресу ландшафт зазнав суттєвих змін, що не могло не відобразитися на дизайну одягу. Під цим впливом пишність відійшла у минуле, разом з чепурними чокерами. Ця прикраса знов нагадала про себе лише в 1980-х роках. Після епохи хіпі та сексуальної революції фетиш-культура набула більшого поширення, почало з'являтися дедалі більше гей-клубів. Разом з тим, масова рок-культура почала втрачати свою популярність. Її почав витісняти панк. Щоб повернутися на велику сцену, музиканти почали шукати способи для привертання уваги. Одним з них став епатажний зовнішній вигляд. За натхненням рокери вирушили до фетиш- та гей-клубів. Таким чином шкіряні чокери, декоровані металевими заклепками, шипами, ланцюгами та іншою фурнітурою стали невіддільною частиною іміджу рок-музикантів та прихильників цієї субкультури.
У 90-ті роки музичний напрям диско став інтегрувати в нові жанри популярної музики. Від модних музичних віянь залежав стиль одягу, який потрапляв до тренду. Так, з екстремального стилю металістів, брутальні нашийники перейшли до гардеробів гламурних дам. Наприкінці XX століття почали носити чокери з синтетичних тканин яскраво-кислотних кольорів або тваринного забарвлення. Така прикраса доповнювалась пластиковими намистинками, бісером, стеклярусом або металевими кулонами у вигляді геометричних фігур, чи сердець.
Мода XXI століття відрізнилась своїм демократичним різноманіттям стилів. На вітринах знову з'явилися романтичні мережеві, вишукані діамантові та класичні перлові чокери. Шкіряні нашийники перестали викликати обурення в суспільстві та з'явились в гардеробах багатьох гламурних фешеністок. За цим розвиток цієї прикраси не завершився. Новітній Час приніс пластикові, прозорі силіконові чокери з металевими вставками та дивакуваті нашийники в стилі фентезі.

## Значення видів чокерів
Чокери мають велике різноманіття моделей. З давніх часів кожен вид чокеру мав своє призначення та підтекст.
- Дерев'яні та шкіряні чокери без додаткового декору — ознака раба.
- Чокери з дорогоцінних матеріалів — ознака людини, приналежної до еліти.
- Чокер із шипами — частина амуніції стародавніх воїнів; засіб для самозахисту серед мирного населення.
- Тканинний чокер без прикрас — ознака середнього класу.
- Шкіряний чокер з металевим декором — ознака сексуального раба в BDSM-спільноті; атрибут прихильників важкої музики